# 小行星3445
小行星3445（英語：3445 Pinson）是一颗围绕太阳公转的小行星。1983年3月16日，E. Barr在可可尼诺县发现了此天体。
这颗小行星的绝对星等为199.8273689770235等。